# Orlina
L'Orlina és un riu de l'Alt Empordà, afluent del Llobregat d'Empordà pel costat esquerre i, per tant, de la Muga.
Té la capçalera a la Serra d'Albera, al termes municipals de Espolla i Rabós.
Durant el seu curs alt rep aigües dels municipis de Rabós i Espolla (d'aquest últim destacar la riera de Sant Genís), per continuar cap a Peralada on desemboca finalment al Llobregat d'Empordà, que al seu torn desguassa a la Muga.
És un riu que si l'estiu no és extrem, pot tenir aigua tot l'any.
Els trams més interessants d'aquest riu són els que hi ha entre els termes municipals de Rabós i Espolla, ja que passa per uns paratges de gran bellesa i en certa manera, engorjat. El pas pel poble de Rabós, que s'ha aprofitat del riu per construir les cases amb còdols i les nombroses fonts que hi ha en aquest municipi, és interessant per l'alt i interessant pont de pedra que travessa el riu en aquesta població; malgrat l'alçada en alguna ocasió les riuades s'han endut les baranes.
Pel que fa a la diversitat biològica, cal dir que és un riu ple de vida: el poblen les típiques espècies de riu català, barbs i truites, crancs de riu (actualment dominat pel cranc de riu americà, l'autòcton ha gairebé desaparegut), anguiles, serps d'aigua, salamandres, gripaus, granotes…
Les ribes estan plenes de la vegetació de ribera: verns, pollancres…